# Вулиця Катерини Грушевської
Ву́лиця Катери́ни Груше́вської — вулиця в Голосіївському районі міста Києва, місцевість Ширма. Пролягає від Альпійської вулиці до вулиці Карпатської Січі (двічі).
Прилучаються вулиці Сквирська, Семена Палія, Дубовий та Альпійський провулки. На перетині з Дубовим провулком вулиця Катерини Грушевської розгалужується на дві вулиці, які прямують до вулиці Карпатської Січі.

## Історія
Вулиця виникла під назвою 759-та Нова, складаючи одну вулицю з провулком Генерала Доватора, пролягала від Пролетарської вулиці. 1953 року отримала назву вулиця Генерала Доватора, на честь радянського військового діяча, Героя Радянського Союзу Льва Доватора. У 1960-ті роки вулицю скорочено до теперішніх розмірів (частину приєднано до вулиць Гвардійської та Мистецької). 
Сучасна назва на честь історикині Катерини Грушевської — з кінця жовтня 2022 року.

## Меморіальні та анотаційні дошки
- буд. № 1/53 — анотаційна дошка генералові Льву Доватору, на честь якого у 1953–2022 роках було названо вулицю.